# Llista de cràters de Mercuri
En aquest article només es mostra els noms oficials aprovats per la Unió Astronòmica Internacional (UAI).
Aquesta és una llista dels cràters amb nom de Mercuri. Els cràters de més de 250 km de diàmetre se'ls coneixen com a «conques».
El 2019, els 402 cràters de Mercuri representaven el 7,34% dels 5475 cràters amb nom del Sistema Solar. Altres cossos amb cràters amb nom són Amaltea (2), Ariel (17), Cal·listo (142), Caront (6), Ceres (115), Dàctil (2), Deimos (2), Dione (73), Encèlad (53), Epimeteu (2), Eros (37), Europa (41), Febe (24), Fobos (17), Ganímedes (132), Gaspra (31), Hiperió (4), Ida (21), Itokawa (10), Janus (4), Japet (58), Lluna (1624), Lutècia (19), Mart (1124), Mathilde (23), Mimas (35), Miranda (7), Oberó (9), Plutó (5), Proteu (1), Puck (3), Rea (128), Šteins (23), Tebe (1), Terra (190), Tetis (50), Tità (11), Titània (15), Tritó (9), Umbriel (13), Venus (900), i Vesta (90).

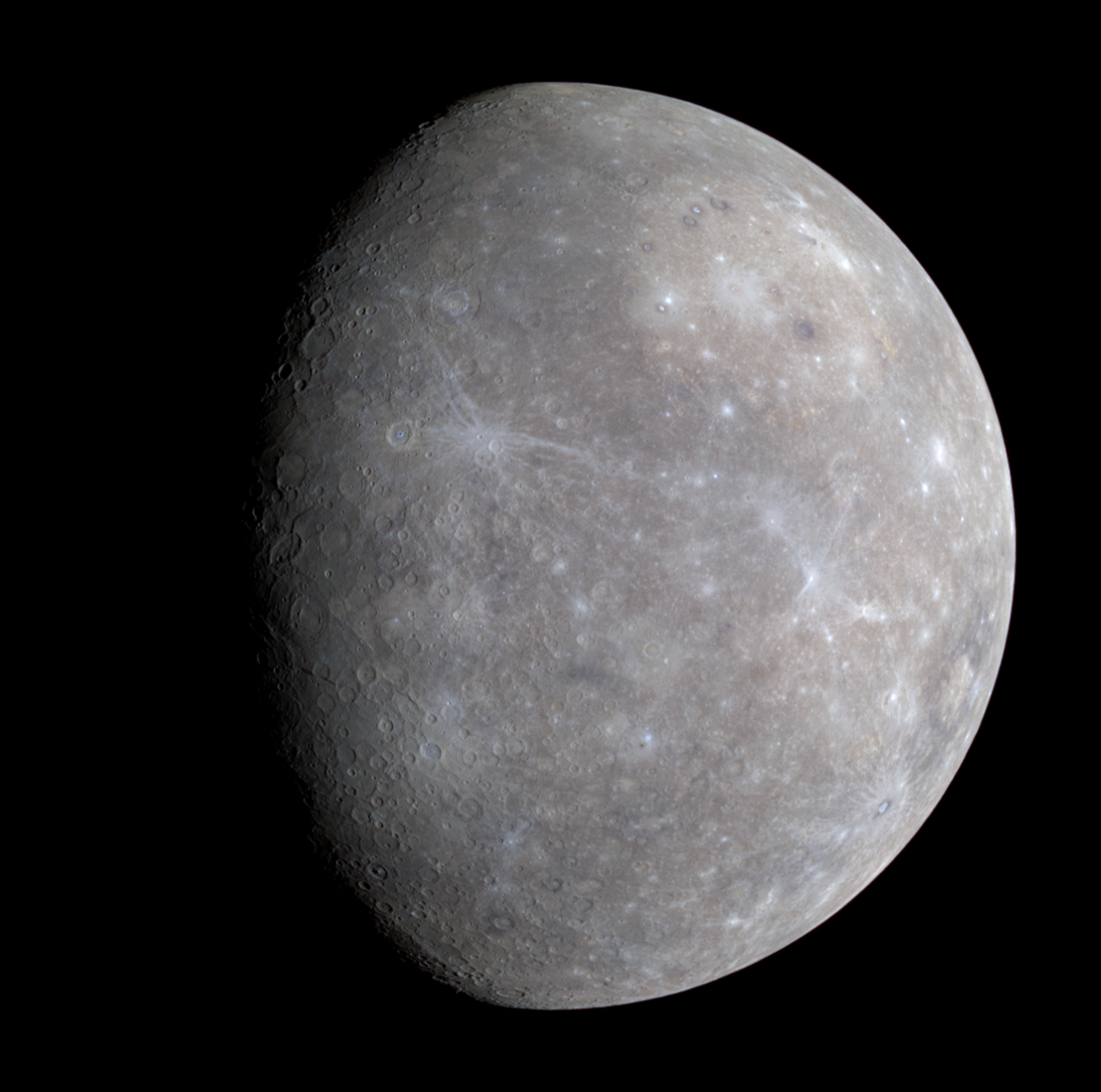
Imatge de Mercuri
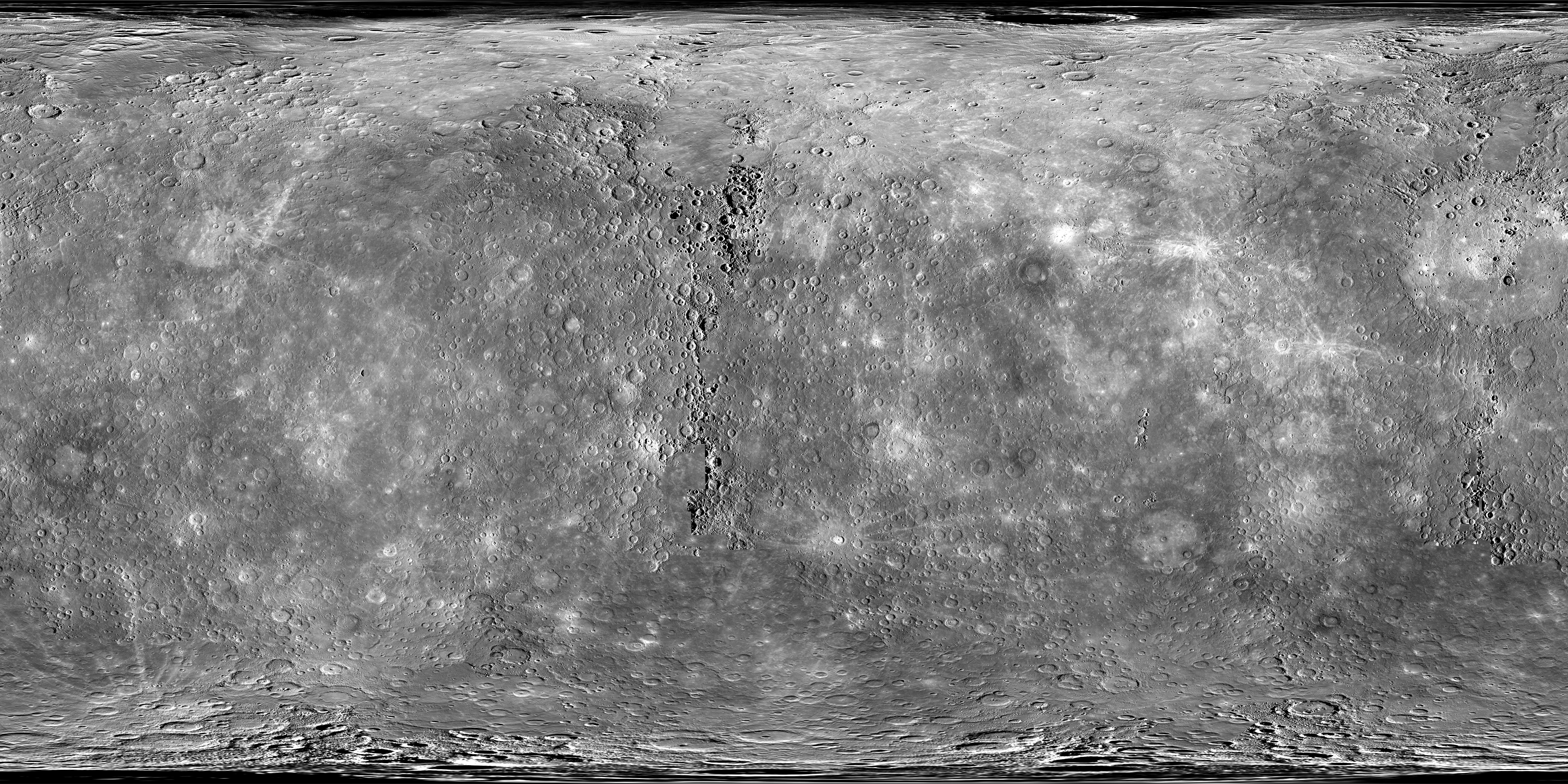
Mapa topogràfic de mercuri

Com en la Lluna i Mart, les seqüències de cràters i conques de diferents edats relatives constitueixen el millor mitjà d'establir l'ordre estratigràfic en Mercuri. Les relacions de solapament entre molts grans cràters de Mercuri i les conques són més clares que els de la Lluna. Per tant, com aquest mapa mostra, podem construir moltes columnes estratigràfiques locals que impliquen els cràters o conca de materials amb els materials de les planes properes.
En tota la superfície de Mercuri, la nitidesa de vores dels cràters i la morfologia de les seves parets, pics centrals, dipòsits d'ejeccions, i els camps dels cràters secundaris han patit canvis sistemàtics amb el temps. Els cràters més antics consisteixen només en depressions poc profundes amb lleugeres elevacions i vores arrodonides, algunes incompletes. Sobre aquesta base, s'han assignat cinc categories d'edat dels cràters i conques (c1, c2, c3, c4, i c5). A causa de la limitada evidència fotogràfica dels tres sobrevols del planeta del Mariner 10, aquestes divisions són sovint aproximades. Els cinc grups de cràters, de menor a major antiguitat, són:
- c5: D'aspecte fresc, vores afilades, sistemes de marques radials. Albedo molt alt a la zona de mapa; els halos i els raigs es poden estendre a molta distància dels cràters des de les crestes de la vora, que es superposen sobre totes les altres unitats del mapa. Generalment són cràters molt petits i hi ha pocs cràters grans.
- c4: D'aspecte fresc però està lleugerament modificat. Té una morfologia similar als cràters c5 però sense halos lluminosos o raigs; les crestes de les vores són afilades; manté un mantell d'ejeccions; hi ha pocs cràters secundaris superposats. El sòl consisteix en planes de materials suaus
- c3: La vora del cràter està modificat, format per una carena contínua però lleugerament arrodonida i suau. Generalment, el mantell d'ejeccions és menys extens que els dels cràters més joves de mida similar. Normalment els raigs es superposen al cràter; les planes llises i els materials de les planes intermèdies cobreixen el sòl de molts cràters. Els pics centrals són més comú que en els cràters c4, probablement a causa de major grandària mitjana dels cràters.
- c2: La vora del cràter té poca alçària. Relativament és un cràter poc profund, molts amb vores formades per carenes discontínues. El sòl està cobert per planes llises i materials de les planes intermèdies. La densitat de l'ejecció expulsada dels cràters és similar a la del material de les planes intermèdies.
- c1: Cràter degradat. El material és similar al del cràter c2 però més deteriorat; hi ha molts cràters superposats.

A més, s'han conservat molts més camps dels cràters secundaris al voltant dels cràters i conques de Mercuri que a la Lluna o a Mart, i són particularment útils en la determinació de les relacions de encavalcament i el grau de modificació.

## Llista de cràters
La majoria dels cràters de Mercuri tenen noms d'escriptors famosos, artistes i compositors. D'acord amb les regles de la UAI, tots els nous cràters han de portar el nom d'un artista que va ser famós durant més de cinquanta anys i que hagés mort com a mínim tres anys abans de la data de l'anomenament del cràter.
| Cràter           | Coordenades                              | Diàmetre (km) | Epònim                                                                                       | Referències |
| ---------------- | ---------------------------------------- | ------------- | -------------------------------------------------------------------------------------------- | ----------- |
| Abedin           | 61° 44′ N, 10° 40′ O / 61.73°N,10.66°O   | 116,23        | Zainul Abedin, pintor bengalí                                                                | [ 4 ]       |
| Abu Nuwas        | 17° 38′ N, 21° 11′ O / 17.63°N,21.19°O   | 117,00        | Abu Nuwas, poeta àrab                                                                        | [ 5 ]       |
| Africanus Horton | 50° 40′ S, 41° 11′ O / 50.66°S,41.19°O   | 140,00        | Africanus Horton, escriptor de Sierra Leone                                                  | [ 6 ]       |
| Ahmad Baba       | 58° 20′ N, 126° 21′ O / 58.33°N,126.35°O | 126,00        | Ahmad Baba al Massufi, escriptor d'Àfrica occidental                                         | [ 7 ]       |
| Ailey            | 45° 35′ N, 182° 05′ O / 45.58°N,182.08°O | 23,00         | Alvin Ailey, coreògraf estatunidenc                                                          | [ 8 ]       |
| Aksakov          | 34° 43′ N, 78° 44′ O / 34.71°N,78.74°O   | 174,00        | Serguei Aksòkov, escriptor rus                                                               | [ 9 ]       |
| Akutagawa        | 48° 15′ N, 141° 05′ O / 48.25°N,141.09°O | 106,00        | Ryūnosuke Akutagawa, escriptor japonès                                                       | [ 10 ]      |
| Alver            | 66° 58′ S, 282° 45′ O / 66.97°S,282.75°O | 151,49        | Betti Alver, poetessa estoniana                                                              | [ 11 ]      |
| Al-Akhtal        | 59° 23′ N, 99° 43′ O / 59.38°N,99.71°O   | 94,29         | Al-Àkhtal, poeta àrab                                                                        | [ 12 ]      |
| Al-Hamadhani     | 39° 11′ N, 91° 46′ O / 39.19°N,91.76°O   | 164,00        | Al-Hamadhaní, escriptor àrab                                                                 | [ 13 ]      |
| Al-Jāhiz         | 1° 12′ N, 21° 30′ O / 1.2°N,21.5°O       | 83,00         | Al-Jahiz, escriptor àrab                                                                     | [ 14 ]      |
| Alencar          | 63° 30′ S, 103° 30′ O / 63.5°S,103.5°O   | 120,00        | José de Alencar, novel·lista brasiler                                                        | [ 15 ]      |
| Amaral           | 26° 24′ S, 242° 18′ O / 26.4°S,242.3°O   | 106,00        | Tarsila do Amaral, pintora brasilera                                                         | [ 16 ]      |
| Amru Al-Qays     | 12° 18′ N, 175° 36′ O / 12.3°N,175.6°O   | 50,00         | Imru Al-Qays Ibn Hujr, poeta àrab                                                            | [ 17 ]      |
| Andal            | 47° 42′ S, 37° 42′ O / 47.7°S,37.7°O     | 109,00        | Andal, poetessa índia                                                                        | [ 18 ]      |
| Aneirin          | 27° 28′ S, 2° 41′ O / 27.47°S,2.68°O     | 467,00        | Aneirin, poeta gal·lès                                                                       | [ 19 ]      |
| Apollodorus      | 30° 32′ N, 192° 43′ O / 30.54°N,192.72°O | 41,50         | Apol·lodor de Damasc, arquitecte de l'antiga Grècia                                          | [ 20 ]      |
| Aristoxenus      | 83° 56′ N, 17° 28′ O / 83.93°N,17.46°O   | 52,14         | Aristoxen de Tàrent, escriptor de l'antiga Grècia                                            | [ 21 ]      |
| Aśvaghosa        | 10° 24′ N, 21° 00′ O / 10.4°N,21.0°O     | 88,00         | Aśvaghoṣa, poeta indi                                                                        | [ 22 ]      |
| Atget            | 25° 39′ N, 193° 18′ O / 25.65°N,193.3°O  | 100,00        | Eugène Atget, fotògraf francès                                                               | [ 23 ]      |
| Bach             | 68° 30′ S, 103° 24′ O / 68.5°S,103.4°O   | 214,29        | Johann Sebastian Bach, compositor alemany                                                    | [ 24 ]      |
| Bagryana         | 3° 53′ S, 283° 44′ O / 3.89°S,283.73°O   | 101,00        | Elisaveta Bagriana, poetessa búlgara                                                         | [ 25 ]      |
| Balagtas         | 22° 36′ S, 13° 42′ O / 22.6°S,13.7°O     | 104,00        | Francisco Balagtas, poeta filipí                                                             | [ 26 ]      |
| Balanchine       | 38° 30′ N, 184° 24′ O / 38.5°N,184.4°O   | 38,00         | George Balanchine, coreògraf rus                                                             | [ 27 ]      |
| Balzac           | 10° 37′ N, 144° 40′ O / 10.62°N,144.67°O | 67,00         | Honoré de Balzac, escriptor francès                                                          | [ 28 ]      |
| Baranauskas      | 50° 42′ N, 39° 42′ O / 50.7°N,39.7°O     | 36,00         | Antanas Baranauskas, poeta lituà                                                             | [ 29 ]      |
| Barma            | 29° 36′ S, 134° 36′ O / 29.6°S,134.6°O   | 123,00        | Ivan Barma, arquitecte rus                                                                   | [ 30 ]      |
| Barney           | 11° 42′ S, 300° 12′ O / 11.7°S,300.2°O   | 28,80         | Natalie Clifford Barney, dramaturga, poetessa i novel·lista estatunidenca                    | [ 31 ]      |
| Bartók           | 29° 13′ S, 135° 04′ O / 29.22°S,135.06°O | 118,00        | Béla Bartók, compositor hongarès                                                             | [ 32 ]      |
| Bashō            | 32° 23′ S, 170° 27′ O / 32.39°S,170.45°O | 75,00         | Matsuo Bashō, poeta japonès                                                                  | [ 33 ]      |
| Bechet           | 83° 06′ N, 93° 42′ O / 83.1°N,93.7°O     | 17,60         | Sidney Bechet, music de jazz i compositor estatunidenc                                       | [ 34 ]      |
| Beckett          | 40° 06′ S, 248° 48′ O / 40.1°S,248.8°O   | 60,00         | Clarice Beckett, pintora australiana                                                         | [ 35 ]      |
| Beethoven        | 20° 48′ S, 123° 36′ O / 20.8°S,123.6°O   | 630,00        | Ludwig van Beethoven, compositor alemany                                                     | [ 36 ]      |
| Bek              | 21° 06′ N, 50° 18′ O / 21.1°N,50.3°O     | 32,00         | Bek, escultor del l'antic Egipte                                                             | [ 37 ]      |
| Belinskij        | 76° 00′ S, 103° 24′ O / 76.0°S,103.4°O   | 70,67         | Vissarion Belinski, crític literari rus                                                      | [ 38 ]      |
| Bellini          | 33° 46′ S, 272° 50′ O / 33.77°S,272.83°O | 45,00         | Giovanni Bellini, pintor italià                                                              | WGPSN</ref> |
| Bello            | 18° 54′ S, 120° 00′ O / 18.9°S,120.0°O   | 139,00        | Andrés Bello, escriptor venezolà                                                             | [ 39 ]      |
| Benoit           | 7° 36′ N, 256° 12′ O / 7.6°N,256.2°O     | 40,00         | Rigaud Benoit, pintor haitià                                                                 | [ 40 ]      |
| Berkel           | 13° 36′ S, 33° 30′ O / 13.6°S,33.5°O     | 23,00         | Sabri Berkel, pintor turc                                                                    | [ 41 ]      |
| Berlioz          | 79° 20′ N, 321° 10′ O / 79.33°N,321.17°O | 31,44         | Hector Berlioz, compositor francès                                                           | [ 42 ]      |
| Bernini          | 79° 12′ S, 136° 30′ O / 79.2°S,136.5°O   | 168,13        | Gianlorenzo Bernini, escultor italià                                                         | [ 43 ]      |
| Bjornson         | 73° 06′ N, 113° 59′ O / 73.1°N,113.99°O  | 75,93         | Bjørnstjerne Bjørnson, poeta noruec                                                          | [ 44 ]      |
| Boccaccio        | 80° 42′ S, 29° 48′ O / 80.7°S,29.8°O     | 151,95        | Giovanni Boccaccio, escriptor italià                                                         | [ 45 ]      |
| Boethius         | 0° 54′ S, 73° 18′ O / 0.9°S,73.3°O       | 114,00        | Anicius Manlius Severinus Boethius, filòsof de l'antiga Roma                                 | [ 46 ]      |
| Botticelli       | 63° 42′ N, 109° 36′ O / 63.7°N,109.6°O   | 136,35        | Sandro Botticelli, pintor italià                                                             | [ 47 ]      |
| Boznańska        | 59° 38′ N, 40° 37′ O / 59.63°N,40.61°O   | 72,00         | Olga Boznańska, pintora polonesa                                                             | [ 48 ]      |
| Brahms           | 58° 30′ N, 176° 12′ O / 58.5°N,176.2°O   | 100,00        | Johannes Brahms, compositor alemany                                                          | [ 49 ]      |
| Bramante         | 47° 30′ S, 61° 48′ O / 47.5°S,61.8°O     | 156,00        | Donato Bramante, arquitecte italià                                                           | [ 50 ]      |
| Brontë           | 38° 42′ N, 125° 54′ O / 38.7°N,125.9°O   | 68,00         | Família Brontë, escriptores i artistes angleses                                              | [ 51 ]      |
| Brooks           | 45° 11′ S, 167° 55′ O / 45.18°S,167.91°O | 34,00         | Gwendolyn Brooks, poeta i novel·lista estatunidenca                                          | [ 52 ]      |
| Bruegel          | 49° 48′ N, 107° 34′ O / 49.8°N,107.56°O  | 72,00         | Pieter Bruegel el Vell, pintor flamenc                                                       | [ 53 ]      |
| Brunelleschi     | 9° 06′ S, 22° 12′ O / 9.1°S,22.2°O       | 128,57        | Filippo Brunelleschi, arquitecte italià                                                      | [ 54 ]      |
| Burke            | 85° 55′ N, 171° 34′ O / 85.91°N,171.56°O | 28,50         | Billie Burke, actriu estatunidenca                                                           | [ 55 ]      |
| Burns            | 54° 24′ N, 115° 42′ O / 54.4°N,115.7°O   | 43,00         | Robert Burns, poeta escocès                                                                  | [ 56 ]      |
| Byron            | 8° 30′ S, 32° 42′ O / 8.5°S,32.7°O       | 106,58        | Lord Byron, poeta anglès                                                                     | [ 57 ]      |
| Calder           | 31° 30′ N, 347° 10′ O / 31.5°N,347.16°O  | 24,00         | Alexander Calder, escultor estatunidenc                                                      | [ 58 ]      |
| Callicrates      | 66° 18′ S, 32° 36′ O / 66.3°S,32.6°O     | 70,00         | Cal·lícrates, arquitecte de l'antiga Grècia                                                  | [ 59 ]      |
| Calvino          | 3° 54′ S, 56° 00′ O / 3.9°S,56.0°O       | 68,00         | Italo Calvino, escriptor italià                                                              | [ 60 ]      |
| Camões           | 70° 36′ S, 69° 36′ O / 70.6°S,69.6°O     | 70,00         | Luís de Camões, escriptor portuguès                                                          | [ 61 ]      |
| Capote           | 21° 06′ S, 287° 36′ O / 21.1°S,287.6°O   | 88,00         | Truman Capote, escriptor estatunidenc                                                        | [ 62 ]      |
| Canova           | 25° 36′ N, 3° 43′ O / 25.6°N,3.71°O      | 46,00         | Antonio Canova, escultor italià                                                              | [ 63 ]      |
| Caravaggio       | 3° 12′ N, 272° 48′ O / 3.2°N,272.8°O     | 185,00        | Michelangelo Merisi Caravaggio, pintor italià                                                | [ 64 ]      |
| Carducci         | 36° 36′ S, 89° 54′ O / 36.6°S,89.9°O     | 117,00        | Giosuè Carducci, poeta italià                                                                | [ 65 ]      |
| Carolan          | 83° 54′ N, 328° 12′ O / 83.9°N,328.2°O   | 24,00         | Turlough Carolan, compositor i intèrpret irlandès                                            | [ 66 ]      |
| Carleton         | 52° 12′ S, 303° 24′ O / 52.2°S,303.4°O   | 177,00        | William Carleton, escriptor irlandès                                                         | WGPSN</ref> |
| Caruso           | 2° 18′ S, 76° 18′ O / 2.3°S,76.3°O       | 31,00         | Enrico Caruso, cantant italià                                                                | [ 67 ]      |
| Castiglione      | 40° 54′ S, 272° 00′ O / 40.9°S,272.0°O   | 80,00         | Giuseppe Castiglione, pintor italià                                                          | [ 68 ]      |
| Catullus         | 21° 54′ N, 67° 30′ O / 21.9°N,67.5°O     | 100,00        | Gaius Valerius Catullus, poeta de l'antiga Roma                                              | [ 69 ]      |
| Cervantes        | 74° 36′ S, 122° 00′ O / 74.6°S,122.0°O   | 181,00        | Miguel de Cervantes, escriptor espanyol                                                      | [ 70 ]      |
| Cézanne          | 8° 30′ S, 123° 24′ O / 8.5°S,123.4°O     | 75,00         | Paul Cézanne, pintor francès                                                                 | [ 71 ]      |
| Chaikovskij      | 7° 24′ N, 50° 24′ O / 7.4°N,50.4°O       | 165,00        | Piotr Ilitx Txaikovski, compositor rus                                                       | [ 72 ]      |
| Chao Meng-Fu     | 88° 24′ S, 156° 24′ O / 88.4°S,156.4°O   | 141,00        | Zhao Mengfu, pintor xinès                                                                    | [ 73 ]      |
| Chekov           | 36° 12′ S, 61° 30′ O / 36.2°S,61.5°O     | 199,00        | Anton Chekhov, escriptor rus                                                                 | [ 74 ]      |
| Chesterton       | 88° 30′ N, 126° 54′ O / 88.5°N,126.9°O   | 37,00         | Gilbert Keith Chesterton, escriptor anglès                                                   | [ 75 ]      |
| Chiang K'ui      | 13° 48′ N, 102° 42′ O / 13.8°N,102.7°O   | 35,00         | Jiang Kui, poeta xinès                                                                       | [ 76 ]      |
| Chong Ch'ol      | 46° 24′ N, 116° 12′ O / 46.4°N,116.2°O   | 162,00        | Jeong Cheol, poeta coreà                                                                     | [ 77 ]      |
| Chopin           | 65° 06′ S, 123° 06′ O / 65.1°S,123.1°O   | 129,00        | Frédéric Chopin, compositor polonès                                                          | [ 78 ]      |
| Chu Ta           | 2° 12′ N, 105° 06′ O / 2.2°N,105.1°O     | 110,00        | Zhu Da, pintor xinès                                                                         | [ 79 ]      |
| Coleridge        | 55° 54′ S, 66° 42′ O / 55.9°S,66.7°O     | 112,00        | Samuel Taylor Coleridge, poeta anglès                                                        | [ 80 ]      |
| Copland          | 37° 30′ N, 286° 42′ O / 37.5°N,286.7°O   | 208,00        | Aaron Copland, compositor estatunidenc                                                       | [ 81 ]      |
| Copley           | 38° 24′ S, 85° 12′ O / 38.4°S,85.2°O     | 30,00         | John Singleton Copley, pintor estatunidenc                                                   | [ 82 ]      |
| Couperin         | 29° 48′ N, 151° 24′ O / 29.8°N,151.4°O   | 80,00         | François Couperin, compositor francès                                                        | [ 83 ]      |
| Cunningham       | 30° 29′ N, 203° 00′ O / 30.48°N,203.0°O  | 37,00         | Imogen Cunningham, fotògraf estatunidenc                                                     | [ 84 ]      |
| Dali             | 45° 18′ N, 240° 36′ O / 45.3°N,240.6°O   | 176,00        | Salvador Dalí, pintor català                                                                 | [ 85 ]      |
| Damer            | 36° 18′ N, 115° 42′ O / 36.3°N,115.7°O   | 60,00         | Anne Seymour Damer, escultora anglesa                                                        | [ 86 ]      |
| Dario            | 26° 30′ S, 10° 00′ O / 26.5°S,10.0°O     | 151,00        | Rubén Darío, escriptor nicaragüenc                                                           | [ 87 ]      |
| David            | 17° 42′ S, 292° 00′ O / 17.7°S,292.0°O   | 23,00         | Jacques-Louis David, pintor francès                                                          | [ 88 ]      |
| de Graft         | 22° 06′ N, 358° 00′ O / 22.1°N,358.0°O   | 68,00         | Joe de Graft, dramaturg de Ghana                                                             | [ 89 ]      |
| Debussy          | 33° 54′ S, 347° 30′ O / 33.9°S,347.5°O   | 81,00         | Claude Debussy, compositor francès                                                           | [ 90 ]      |
| Degas            | 37° 24′ N, 126° 24′ O / 37.4°N,126.4°O   | 54,00         | Edgar Degas, pintor francès                                                                  | [ 91 ]      |
| Delacroix        | 44° 42′ S, 129° 00′ O / 44.7°S,129.0°O   | 158,00        | Eugène Delacroix, pintor francès                                                             | [ 92 ]      |
| Derain           | 8° 42′ S, 340° 18′ O / 8.7°S,340.3°O     | 167,00        | André Derain, pintor francès                                                                 | [ 93 ]      |
| Derzhavin        | 44° 54′ N, 35° 18′ O / 44.9°N,35.3°O     | 156,00        | Gavriïl Derjavin, poeta rus                                                                  | [ 94 ]      |
| Despréz          | 81° 06′ N, 101° 12′ O / 81.1°N,101.2°O   | 47,05         | Josquin Des Prés, compositor francès-flamenc                                                 | [ 95 ]      |
| Dickens          | 72° 54′ S, 153° 18′ O / 72.9°S,153.3°O   | 77,31         | Charles Dickens, novel·lista anglès                                                          | [ 96 ]      |
| Disney           | 61° 48′ S, 260° 06′ O / 61.8°S,260.1°O   | 113,00        | Walt Disney, animador estatunidenc                                                           | [ 97 ]      |
| Dominici         | 1° 24′ N, 36° 30′ O / 1.4°N,36.5°O       | 20,00         | Maria de Dominici, pintora maltesa                                                           | [ 98 ]      |
| Donelaitis       | 52° 55′ N, 321° 26′ O / 52.92°N,321.44°O | 85,00         | Kristijonas Donelaitis, poeta lituà                                                          | [ 99 ]      |
| Donne            | 2° 48′ N, 13° 48′ O / 2.8°N,13.8°O       | 86,00         | John Donne, poeta anglès                                                                     | [ 100 ]     |
| Dostoevskij      | 45° 06′ S, 176° 24′ O / 45.1°S,176.4°O   | 430,06        | Fyodor Dostoyevsky, novel·lista rus                                                          | [ 101 ]     |
| Dowland          | 53° 30′ S, 179° 30′ O / 53.5°S,179.5°O   | 158,00        | John Dowland, compositor anglès                                                              | [ 102 ]     |
| Driscoll         | 30° 36′ N, 33° 30′ O / 30.6°N,33.5°O     | 30,00         | Clara Driscoll, pintora estatunidenca                                                        | [ 103 ]     |
| Du Fu            | 25° 00′ N, 96° 18′ O / 25.0°N,96.3°O     | 33,00         | Du Fu, pintor xinès                                                                          | [ 104 ]     |
| Duccio           | 58° 12′ N, 52° 24′ O / 58.2°N,52.4°O     | 132,00        | Duccio di Buoninsegna, pintor italià                                                         | [ 105 ]     |
| Dürer            | 21° 54′ N, 119° 00′ O / 21.9°N,119.0°O   | 195,00        | Albrecht Dürer, pintor alemany                                                               | [ 106 ]     |
| Dvorak           | 9° 36′ S, 11° 54′ O / 9.6°S,11.9°O       | 75,00         | Antonín Dvořák, compositor txec                                                              | [ 107 ]     |
| Eastman          | 9° 36′ N, 234° 18′ O / 9.6°N,234.3°O     | 67,00         | Charles Eastman, escriptor sioux                                                             | [ 108 ]     |
| Echegaray        | 43° 30′ N, 20° 06′ O / 43.5°N,20.1°O     | 63,00         | José Echegaray, dramaturg espanyol                                                           | [ 109 ]     |
| Egonu            | 67° 06′ N, 298° 24′ O / 67.1°N,298.4°O   | 25,00         | Uzo Egonu, pintor nigerià                                                                    | [ 110 ]     |
| Eitoku           | 42° 42′ N, 19° 12′ O / 42.7°N,19.2°O     | 101,00        | Kano Eitoku, pintor japonès                                                                  | [ 111 ]     |
| Ellington        | 12° 54′ S, 333° 48′ O / 12.9°S,333.8°O   | 216,00        | Duke Ellington, músic estatunidenc                                                           | [ 112 ]     |
| Eminescu         | 10° 47′ N, 245° 52′ O / 10.79°N,245.87°O | 129,00        | Mihai Eminescu, poeta romanès                                                                | [ 113 ]     |
| Enheduanna       | 48° 18′ N, 33° 36′ O / 48.3°N,33.6°O     | 105,00        | Enheduanna, poetessa sumèria                                                                 | [ 114 ]     |
| Ensor            | 82° 18′ N, 17° 30′ O / 82.3°N,17.5°O     | 24,29         | James Ensor, pintor belga                                                                    | [ 115 ]     |
| Enwonwu          | 9° 54′ S, 238° 24′ O / 9.9°S,238.4°O     | 38,00         | Ben Enwonwu, pintor nigerià                                                                  | [ 116 ]     |
| Equiano          | 40° 12′ S, 30° 42′ O / 40.2°S,30.7°O     | 102,00        | Olaudah Equiano, escriptor beninés                                                           | [ 117 ]     |
| Erté             | 27° 24′ N, 117° 18′ O / 27.4°N,117.3°O   | 48,50         | Romain de Tirtoff «Erté», pintor rus (nacionalitzat francès)                                 | [ 118 ]     |
| Faulkner         | 8° 00′ N, 283° 00′ O / 8.0°N,283.0°O     | 168,00        | William Faulkner, escriptor estatunidenc                                                     | [ 119 ]     |
| Fet              | 4° 54′ S, 179° 54′ O / 4.9°S,179.9°O     | 79,00         | Afanassi Fet, poeta rus                                                                      | [ 120 ]     |
| Firdousi         | 3° 30′ N, 294° 36′ O / 3.5°N,294.6°O     | 98,00         | Hakim Ferdowsi, poeta persa                                                                  | [ 121 ]     |
| Flaiano          | 21° 18′ S, 76° 36′ O / 21.3°S,76.6°O     | 43,00         | Ennio Flaiano, escriptor italià                                                              | [ 122 ]     |
| Flaubert         | 13° 42′ S, 72° 12′ O / 13.7°S,72.2°O     | 95,00         | Gustave Flaubert, escriptor francès                                                          | [ 123 ]     |
| Fonteyn          | 32° 48′ N, 264° 24′ O / 32.8°N,264.4°O   | 29,00         | Margot Fonteyn, ballarina de dansa anglesa                                                   | [ 124 ]     |
| Fuller           | 82° 36′ N, 42° 42′ O / 82.6°N,42.7°O     | 26,97         | Richard Buckminster Fuller, enginyer i arquitecte estatunidenc                               | [ 125 ]     |
| Futabatei        | 16° 12′ S, 83° 00′ O / 16.2°S,83.0°O     | 57,00         | Futabatei Shimei, escriptor japonès                                                          | [ 126 ]     |
| Gainsborough     | 36° 06′ S, 183° 18′ O / 36.1°S,183.3°O   | 95,00         | Thomas Gainsborough, pintor anglès                                                           | [ 127 ]     |
| Gaudi            | 76° 54′ N, 290° 48′ O / 76.9°N,290.8°O   | 81,00         | Antoni Gaudí i Cornet, arquitecte català                                                     | [ 128 ]     |
| Gauguin          | 66° 18′ N, 96° 18′ O / 66.3°N,96.3°O     | 70,00         | Paul Gauguin, pintor francès                                                                 | [ 129 ]     |
| Geddes           | 27° 18′ N, 29° 42′ O / 27.3°N,29.7°O     | 84,00         | Wilhelmina Geddes, pintora de vitralls irlandesa                                             | [ 130 ]     |
| Ghiberti         | 48° 24′ S, 80° 12′ O / 48.4°S,80.2°O     | 110,00        | Lorenzo Ghiberti, escultor italià                                                            | [ 131 ]     |
| Giambologna      | 42° 36′ S, 124° 00′ O / 42.6°S,124.0°O   | 69,00         | Giambologna, escultor flamenc                                                                | [ 132 ]     |
| Gibran           | 35° 30′ N, 110° 24′ O / 35.5°N,110.4°O   | 106,00        | Khalil Gibran, poeta i pintor libanès-estatunidenc                                           | [ 133 ]     |
| Giotto           | 12° 00′ N, 55° 48′ O / 12.0°N,55.8°O     | 144,00        | Giotto di Bondone, pintor italià                                                             | [ 134 ]     |
| Glinka           | 14° 48′ N, 111° 42′ O / 14.8°N,111.7°O   | 89,00         | Mikhail Glinka, compositor rus                                                               | [ 135 ]     |
| Gluck            | 37° 18′ N, 18° 06′ O / 37.3°N,18.1°O     | 100,00        | Christoph Willibald Gluck, compositor alemany                                                | [ 136 ]     |
| Goethe           | 81° 06′ N, 51° 00′ O / 81.1°N,51.0°O     | 317,17        | Johann Wolfgang von Goethe, escriptor alemany                                                | [ 137 ]     |
| Gogol            | 28° 06′ S, 146° 24′ O / 28.1°S,146.4°O   | 79,00         | Nikolai Gogol, dramaturg rus                                                                 | [ 138 ]     |
| Goya             | 7° 12′ S, 152° 00′ O / 7.2°S,152.0°O     | 138,00        | Francisco Goya, pintor espanyol                                                              | [ 139 ]     |
| Grainger         | 44° 06′ S, 255° 06′ O / 44.1°S,255.1°O   | 113,00        | Percy Grainger, compositor australià                                                         | [ 140 ]     |
| Grieg            | 51° 06′ N, 14° 00′ O / 51.1°N,14.0°O     | 59,00         | Edvard Grieg, compositor noruec                                                              | [ 141 ]     |
| Grotell          | 71° 06′ N, 31° 36′ O / 71.1°N,31.6°O     | 48,25         | Maija Grotell, ceramista finlandesa-estatunidenca                                            | [ 142 ]     |
| Guido d'Arezzo   | 38° 42′ S, 18° 18′ O / 38.7°S,18.3°O     | 58,00         | Guido d'Arezzo, músic teòric italià                                                          | [ 143 ]     |
| Hafiz            | 19° 30′ N, 280° 24′ O / 19.5°N,280.4°O   | 280,00        | Hàfidh, poeta persa                                                                          | [ 144 ]     |
| Hals             | 54° 48′ S, 115° 00′ O / 54.8°S,115.0°O   | 93,00         | Frans Hals, pintor neerlandès                                                                | [ 145 ]     |
| Han Kan          | 71° 36′ S, 143° 48′ O / 71.6°S,143.8°O   | 50,00         | Han Gan, pintor xinès                                                                        | [ 146 ]     |
| Handel           | 3° 24′ N, 33° 48′ O / 3.4°N,33.8°O       | 138,00        | George Frideric Handel, compositor alemany                                                   | [ 147 ]     |
| Harunobu         | 15° 00′ N, 140° 42′ O / 15.0°N,140.7°O   | 107,00        | Suzuki Harunobu, pintor japonès                                                              | [ 148 ]     |
| Hauptmann        | 23° 42′ S, 179° 54′ O / 23.7°S,179.9°O   | 118,00        | Gerhart Hauptmann, dramaturg alemany                                                         | [ 149 ]     |
| Hawthorne        | 51° 18′ S, 115° 06′ O / 51.3°S,115.1°O   | 120,00        | Nathaniel Hawthorne, novel·lista estatunidenc                                                | [ 150 ]     |
| Haydn            | 27° 18′ S, 71° 36′ O / 27.3°S,71.6°O     | 251,00        | Joseph Haydn, compositor austríac                                                            | [ 151 ]     |
| Heaney           | 33° 42′ S, 237° 43′ O / 33.7°S,237.71°O  | 125,00        | Seamus Heaney, poeta irlandès                                                                | [ 152 ]     |
| Heine            | 32° 36′ N, 124° 06′ O / 32.6°N,124.1°O   | 73,00         | Heinrich Heine, poeta alemany                                                                | [ 153 ]     |
| Hemingway        | 17° 30′ N, 2° 54′ O / 17.5°N,2.9°O       | 126,00        | Ernest Hemingway, escriptor estatunidenc                                                     | [ 154 ]     |
| Henri            | 79° 42′ N, 207° 00′ O / 79.7°N,207.0°O   | 163,80        | Robert Henri, pintor estatunidenc                                                            | [ 155 ]     |
| Hesiod           | 58° 30′ S, 35° 30′ O / 58.5°S,35.5°O     | 101,00        | Hesíode, poeta de l'antiga Grècia                                                            | [ 156 ]     |
| Hiroshige        | 13° 24′ S, 26° 42′ O / 13.4°S,26.7°O     | 138,00        | Andō Hiroshige, pintor japonès                                                               | [ 157 ]     |
| Hitomaro         | 16° 12′ S, 15° 48′ O / 16.2°S,15.8°O     | 105,00        | Kakinomoto no Hitomaro, poeta japonès                                                        | [ 158 ]     |
| Hodgkins         | 29° 12′ N, 341° 54′ O / 29.2°N,341.9°O   | 19,00         | Frances Hodgkins, pintor neozelandès                                                         | [ 159 ]     |
| Hokusai          | 58° 18′ N, 342° 18′ O / 58.3°N,342.3°O   | 114,00        | Katsushika Hokusai, pintor japonès                                                           | [ 160 ]     |
| Holbein          | 35° 36′ N, 28° 54′ O / 35.6°N,28.9°O     | 115,00        | Hans Holbein el Jove, pintor alemany                                                         | [ 161 ]     |
| Holberg          | 67° 00′ S, 61° 06′ O / 67.0°S,61.1°O     | 64,00         | Ludvig Holberg, escriptor danès                                                              | [ 162 ]     |
| Holst            | 17° 24′ S, 314° 54′ O / 17.4°S,314.9°O   | 170,00        | Gustav Holst, compositor britànic                                                            | [ 163 ]     |
| Homer            | 1° 12′ S, 36° 12′ O / 1.2°S,36.2°O       | 319,00        | Homer, poeta de l'antiga Grècia                                                              | [ 164 ]     |
| Hopper           | 12° 24′ S, 55° 54′ O / 12.4°S,55.9°O     | 36,00         | Edward Hopper, pintor estatunidenc                                                           | [ 165 ]     |
| Horace           | 68° 54′ S, 52° 00′ O / 68.9°S,52.0°O     | 56,00         | Horaci, poeta de l'antiga Roma                                                               | [ 166 ]     |
| Hovnatanian      | 7° 36′ S, 187° 30′ O / 7.6°S,187.5°O     | 34,00         | Hakob Hovnatanian, pintor armeni                                                             | [ 167 ]     |
| Hugo             | 38° 54′ N, 47° 00′ O / 38.9°N,47.0°O     | 206,00        | Victor Hugo, escriptor francès                                                               | [ 168 ]     |
| Hun Kal          | 0° 30′ S, 20° 04′ O / 0.5°S,20.06°O      | 0,93          | «20» en la llengua maia. Aquest cràter s'utilitza per definir el primer meridià de Mercuri   | WGPSN</ref> |
| Hurley           | 87° 24′ S, 7° 00′ O / 87.4°S,7.0°O       | 67,00         | Frank Hurley, fotògraf australià                                                             | [ 169 ]     |
| Ibsen            | 24° 06′ S, 35° 36′ O / 24.1°S,35.6°O     | 159,00        | Henrik Ibsen, dramaturg noruec                                                               | [ 170 ]     |
| Ictinus          | 79° 06′ S, 165° 12′ O / 79.1°S,165.2°O   | 58,03         | Ictí, arquitecte de l'antiga Grècia                                                          | [ 171 ]     |
| Imhotep          | 18° 06′ S, 37° 18′ O / 18.1°S,37.3°O     | 159,00        | Imhotep, arquitecte de l'antic Egipte                                                        | [ 172 ]     |
| Ives             | 32° 54′ S, 111° 24′ O / 32.9°S,111.4°O   | 18,00         | Charles Ives, compositor estatunidenc                                                        | [ 173 ]     |
| Izquierdo        | 1° 36′ S, 253° 06′ O / 1.6°S,253.1°O     | 174,00        | María Izquierdo, pintora mexicana                                                            | [ 174 ]     |
| Janáček          | 56° 00′ N, 153° 48′ O / 56.0°N,153.8°O   | 47,00         | Leoš Janáček, compositor txec                                                                | [ 175 ]     |
| Jobim            | 35° 30′ N, 66° 42′ O / 35.5°N,66.7°O     | 167,00        | Antonio Carlos Jobim, compositor brasiler                                                    | [ 176 ]     |
| Jokai            | 72° 24′ N, 135° 30′ O / 72.4°N,135.5°O   | 93,00         | Mór Jókai, escriptor hongarès                                                                | [ 177 ]     |
| Joplin           | 38° 24′ S, 334° 24′ O / 38.4°S,334.4°O   | 139,00        | Scott Joplin, compositor estatunidenc                                                        | [ 178 ]     |
| Judah Ha-Levi    | 10° 54′ N, 107° 42′ O / 10.9°N,107.7°O   | 85,00         | Yehudà ha-Leví, escriptor al-andalusí                                                        | [ 179 ]     |
| Kālidāsa         | 18° 06′ S, 179° 12′ O / 18.1°S,179.2°O   | 160,00        | Kālidāsa, poeta i dramaturg indi                                                             | [ 180 ]     |
| Kandinsky        | 88° 00′ N, 281° 00′ O / 88.0°N,281.0°O   | 60,00         | Wassily Kandinsky, pintor rus                                                                | [ 181 ]     |
| Karsh            | 35° 30′ S, 281° 00′ O / 35.5°S,281.0°O   | 58,00         | Yousuf Karsh, fotògraf armeni-canadenc                                                       | [ 182 ]     |
| Keats            | 69° 54′ S, 154° 30′ O / 69.9°S,154.5°O   | 107,85        | John Keats, poeta anglès                                                                     | [ 183 ]     |
| Kenkō            | 21° 30′ S, 16° 06′ O / 21.5°S,16.1°O     | 105,00        | Yoshida Kenkō, escriptor japonès                                                             | [ 184 ]     |
| Kerouac          | 25° 06′ S, 230° 48′ O / 25.1°S,230.8°O   | 110,00        | Jack Kerouac, escriptor estatunidenc                                                         | [ 185 ]     |
| Kertész          | 27° 26′ N, 214° 04′ O / 27.44°N,214.06°O | 32,00         | André Kertész, fotògraf hongarès                                                             | [ 186 ]     |
| Khansa           | 59° 42′ S, 51° 54′ O / 59.7°S,51.9°O     | 113,00        | Al-Khansà, poetessa àrab                                                                     | [ 187 ]     |
| Kipling          | 19° 24′ S, 288° 00′ O / 19.4°S,288.0°O   | 164,00        | Rudyard Kipling, escriptor anglès                                                            | [ 188 ]     |
| Kobro            | 82° 12′ S, 278° 48′ O / 82.2°S,278.8°O   | 54,00         | Katarzyna Kobro, escultora polonesa                                                          | [ 189 ]     |
| Kofi             | 56° 42′ N, 241° 54′ O / 56.7°N,241.9°O   | 136,00        | Vincent Kofi, escultor ghanià                                                                | [ 190 ]     |
| Komeda           | 82° 42′ S, 269° 30′ O / 82.7°S,269.5°O   | 54,00         | Krzysztof Komeda, compositor polonès                                                         | [ 191 ]     |
| Kōshō            | 60° 06′ N, 138° 12′ O / 60.1°N,138.2°O   | 64,00         | Kōshō, escultor japonès                                                                      | [ 192 ]     |
| Kuan Han-Ch'ing  | 29° 24′ N, 52° 24′ O / 29.4°N,52.4°O     | 143           | Guan Hanqing, dramaturg xinès                                                                | [ 193 ]     |
| Kuiper           | 11° 18′ S, 31° 06′ O / 11.3°S,31.1°O     | 62,00         | Gerard Kuiper, astrònom estatunidenc                                                         | [ 194 ]     |
| Kulthum          | 50° 42′ N, 266° 24′ O / 50.7°N,266.4°O   | 31,00         | Umm Kulthum, cantant egípcia                                                                 | [ 195 ]     |
| Kunisada         | 1° 48′ N, 247° 00′ O / 1.8°N,247°O       | 241,45        | Utagawa Kunisada, gravador en fusta japonès                                                  | [ 196 ]     |
| Kuniyoshi        | 57° 54′ S, 37° 18′ O / 57.9°S,37.3°O     | 27,00         | Utagawa Kuniyoshi, gravador en fusta i pintor japonès                                        | [ 197 ]     |
| Kurosawa         | 53° 24′ S, 21° 48′ O / 53.4°S,21.8°O     | 152,00        | Kinko Kurosawa, músic japonès                                                                | [ 198 ]     |
| Kyōsai           | 25° 12′ N, 355° 00′ O / 25.2°N,355.0°O   | 39,00         | Kawanabe Kyōsai, pintor japonès                                                              | [ 199 ]     |
| Lange            | 6° 24′ N, 260° 00′ O / 6.4°N,260.0°O     | 176,23        | Dorothea Lange, fotògrafa estatunidenca                                                      | [ 200 ]     |
| Larrocha         | 43° 18′ N, 69° 48′ O / 43.3°N,69.8°O     | 196,00        | Alicia de Larrocha, pianista catalana                                                        | [ 201 ]     |
| Laxness          | 8° 18′ N, 50° 00′ O / 8.3°N,50.0°O       | 25,89         | Halldór Laxness, escriptor islandès                                                          | [ 202 ]     |
| L'Engle          | 86° 36′ S, 290° 24′ O / 86.6°S,290.4°O   | 62,00         | Madeleine L'Engle, escriptora estatunidenca                                                  | [ 203 ]     |
| Lennon           | 36° 25′ S, 318° 46′ O / 36.41°S,318.76°O | 95,00         | John Lennon, cantant i compositor anglès                                                     | [ 204 ]     |
| Leopardi         | 73° 00′ S, 180° 06′ O / 73.0°S,180.1°O   | 71,45         | Giacomo Leopardi, escriptor italià                                                           | [ 205 ]     |
| Lermontov        | 15° 12′ N, 48° 06′ O / 15.2°N,48.1°O     | 166,00        | Mikhail Lermontov, escriptor rus                                                             | [ 206 ]     |
| Lessing          | 28° 42′ S, 89° 42′ O / 28.7°S,89.7°O     | 95,00         | Gotthold Ephraim Lessing, dramaturg alemany                                                  | [ 207 ]     |
| Li Ch'ing-Chao   | 77° 06′ S, 71° 06′ O / 77.1°S,71.1°O     | 69,00         | Li Qingzhao, escriptora xinesa                                                               | [ 208 ]     |
| Li Po            | 16° 54′ N, 35° 00′ O / 16.9°N,35.0°O     | 126,00        | Li Bai, poeta xinès                                                                          | [ 209 ]     |
| Liang K'ai       | 40° 18′ S, 182° 48′ O / 40.3°S,182.8°O   | 145,00        | Liang Kai, pintor xinès                                                                      | [ 210 ]     |
| Lismer           | 81° 30′ N, 193° 36′ O / 81.5°N,193.6°O   | 139,12        | Arthur Lismer, pintor canadenc                                                               | [ 211 ]     |
| Liszt            | 16° 06′ S, 168° 06′ O / 16.1°S,168.1°O   | 79,00         | Franz Liszt, compositor hongarès                                                             | [ 212 ]     |
| Lovecraft        | 82° 12′ S, 73° 48′ O / 82.2°S,73.8°O     | 51,97         | H. P. Lovecraft, escriptor estatunidenc                                                      | [ 213 ]     |
| Lu Hsun          | 0° 02′ N, 23° 24′ O / 0.03°N,23.4°O      | 96,00         | Lu Xun, escriptor xinès                                                                      | [ 214 ]     |
| Lysippus         | 0° 48′ N, 132° 30′ O / 0.8°N,132.5°O     | 155,00        | Lísip, escultor de l'antiga Grècia                                                           | [ 215 ]     |
| Ma Chih-Yuan     | 60° 24′ S, 78° 00′ O / 60.4°S,78.0°O     | 197,00        | Ma Zhiyuan, escriptor xinès                                                                  | [ 216 ]     |
| Machaut          | 1° 54′ S, 82° 06′ O / 1.9°S,82.1°O       | 106,00        | Guillaume de Machaut, poeta i compositor francès                                             | [ 217 ]     |
| Magritte         | 72° 48′ S, 238° 18′ O / 72.8°S,238.3°O   | 149,00        | René Magritte, pintor belga                                                                  | [ 218 ]     |
| Mahler           | 20° 00′ S, 18° 42′ O / 20.0°S,18.7°O     | 103,00        | Gustav Mahler, compositor austríac                                                           | [ 219 ]     |
| Mansart          | 73° 12′ N, 118° 42′ O / 73.2°N,118.7°O   | 84,97         | Jules Hardouin Mansart, arquitecte francès                                                   | [ 220 ]     |
| Mansur           | 47° 48′ N, 162° 36′ O / 47.8°N,162.6°O   | 95,00         | Ustad Mansur, pintor indi                                                                    | [ 220 ]     |
| March            | 31° 06′ N, 175° 30′ O / 31.1°N,175.5°O   | 83,00         | Ausiàs March, poeta valencià                                                                 | [ 221 ]     |
| Mark Twain       | 11° 12′ S, 137° 54′ O / 11.2°S,137.9°O   | 142,00        | Mark Twain, novel·lista estatunidenc                                                         | [ 222 ]     |
| Marti            | 75° 36′ S, 164° 36′ O / 75.6°S,164.6°O   | 69,48         | José Martí, escriptor cubà                                                                   | [ 223 ]     |
| Martins          | 8° 00′ S, 304° 56′ O / 8°S,304.93°O      | 12,04         | Maria Martins, escultora brasilera                                                           | WGPSN</ref> |
| Martial          | 69° 06′ N, 177° 06′ O / 69.1°N,177.1°O   | 51,00         | Marc Valeri Marcial, poeta de l'antiga Roma                                                  | [ 224 ]     |
| Matabei          | 39° 42′ S, 13° 54′ O / 39.7°S,13.9°O     | 23,52         | Iwasa Matabei, pintor japonès                                                                | [ 225 ]     |
| Matisse          | 24° 00′ S, 89° 48′ O / 24.0°S,89.8°O     | 189,04        | Henri Matisse, pintor francès                                                                | [ 226 ]     |
| Melville         | 21° 30′ N, 10° 06′ O / 21.5°N,10.1°O     | 146,00        | Herman Melville, novel·lista estatunidenc                                                    | [ 227 ]     |
| Mena             | 0° 12′ S, 124° 24′ O / 0.2°S,124.4°O     | 15,00         | Juan de Mena, poeta espanyol                                                                 | [ 228 ]     |
| Mendelssohn      | 70° 19′ S, 257° 41′ O / 70.31°S,257.68°O | 291,00        | Felix Mendelssohn, compositor alemany                                                        | [ 229 ]     |
| Mendes Pinto     | 61° 18′ S, 17° 48′ O / 61.3°S,17.8°O     | 192,00        | Fernão Mendes Pinto, escriptor portuguès                                                     | [ 230 ]     |
| Michelangelo     | 45° 00′ S, 109° 06′ O / 45.0°S,109.1°O   | 229,71        | Michelangelo, artista italià                                                                 | [ 231 ]     |
| Mickiewicz       | 23° 36′ N, 103° 06′ O / 23.6°N,103.1°O   | 103,00        | Adam Mickiewicz, poeta polonès                                                               | [ 232 ]     |
| Milton           | 26° 12′ S, 174° 48′ O / 26.2°S,174.8°O   | 180,85        | John Milton, poeta anglès                                                                    | [ 233 ]     |
| Mistral          | 4° 30′ N, 54° 00′ O / 4.5°N,54.0°O       | 102,00        | Gabriela Mistral, poetessa xilena                                                            | [ 234 ]     |
| Mofolo           | 37° 42′ S, 28° 12′ O / 37.7°S,28.2°O     | 103,00        | Thomas Mofolo, escriptor de Lesotho                                                          | [ 235 ]     |
| Molière          | 15° 36′ N, 16° 54′ O / 15.6°N,16.9°O     | 139,00        | Molière, dramaturg francès                                                                   | [ 236 ]     |
| Monet            | 44° 24′ N, 10° 18′ O / 44.4°N,10.3°O     | 203,00        | Claude Monet, pintor francès                                                                 | [ 237 ]     |
| Monk             | 66° 06′ N, 296° 06′ O / 66.1°N,296.1°O   | 12,00         | Thelonious Monk, músic de jazz estatunidenc                                                  | [ 238 ]     |
| Monteverdi       | 63° 48′ N, 77° 18′ O / 63.8°N,77.3°O     | 134,00        | Claudio Monteverdi, compositor estatunidenc                                                  | [ 239 ]     |
| Moody            | 13° 06′ S, 215° 24′ O / 13.1°S,215.4°O   | 83,00         | Ronald Moody, escultor jamaicà                                                               | [ 240 ]     |
| Mozart           | 8° 00′ N, 190° 30′ O / 8.0°N,190.5°O     | 241,00        | Wolfgang Amadeus Mozart, compositor austríac                                                 | [ 241 ]     |
| Munch            | 40° 36′ N, 207° 18′ O / 40.6°N,207.3°O   | 57,00         | Edvard Munch, pintor noruec                                                                  | [ 242 ]     |
| Munkácsy         | 21° 54′ N, 259° 06′ O / 21.9°N,259.1°O   | 193,00        | Mihály Munkácsy, pintor hongarès                                                             | [ 243 ]     |
| Murasaki         | 12° 36′ S, 30° 12′ O / 12.6°S,30.2°O     | 132,00        | Murasaki Shikibu, escriptora japonesa                                                        | [ 244 ]     |
| Mussorgskij      | 32° 48′ N, 96° 30′ O / 32.8°N,96.5°O     | 115,00        | Modest Mussorgsky, compositor rus                                                            | [ 245 ]     |
| Myron            | 70° 54′ N, 79° 18′ O / 70.9°N,79.3°O     | 25,00         | Miró, escultor de l'antiga Grècia                                                            | [ 246 ]     |
| Nabokov          | 14° 36′ S, 304° 12′ O / 14.6°S,304.2°O   | 166,00        | Vladimir Nabokov, escriptor rus-estatunidenc                                                 | [ 247 ]     |
| Namatjira        | 58° 48′ N, 32° 54′ O / 58.8°N,32.9°O     | 34,00         | Albert Namatjira, pintor aborigen australià                                                  | [ 248 ]     |
| Nampeyo          | 40° 36′ S, 50° 06′ O / 40.6°S,50.1°O     | 49,00         | Nampeyo, terrissaire hopi                                                                    | [ 249 ]     |
| Navoi            | 59° 00′ N, 200° 00′ O / 59.0°N,200.0°O   | 69,00         | Ali-Shir Nava'i, poeta uzbek                                                                 | [ 250 ]     |
| Nāwahī           | 36° 06′ N, 214° 54′ O / 36.1°N,214.9°O   | 38,00         | Joseph Nāwahī, pintor hawaià                                                                 | [ 251 ]     |
| Neruda           | 52° 28′ S, 234° 33′ O / 52.47°S,234.55°O | 112,00        | Pablo Neruda, poeta xilè                                                                     | [ 252 ]     |
| Nervo            | 43° 00′ N, 179° 00′ O / 43.0°N,179.0°O   | 66,00         | Amado Nervo, poeta mexicà                                                                    | [ 253 ]     |
| Neumann          | 37° 18′ S, 34° 30′ O / 37.3°S,34.5°O     | 122,00        | Johann Balthasar Neumann, arquitecte alemany                                                 | [ 254 ]     |
| Nizāmī           | 71° 30′ N, 165° 00′ O / 71.5°N,165.0°O   | 77,00         | Nizami Gandjawi, poeta persa                                                                 | [ 255 ]     |
| Nureyev          | 11° 42′ N, 173° 06′ O / 11.7°N,173.1°O   | 16,00         | Rudolf Nureyev, ballarí de dansa rus-britànic                                                | [ 256 ]     |
| Ōkyo             | 69° 06′ S, 75° 48′ O / 69.1°S,75.8°O     | 66,00         | Maruyama Ōkyo, pintor japonès                                                                | [ 257 ]     |
| Oskison          | 60° 36′ N, 215° 18′ O / 60.6°N,215.3°O   | 122,00        | John Milton Oskison, escriptor cherokee                                                      | [ 258 ]     |
| Ovid             | 69° 30′ S, 22° 30′ O / 69.5°S,22.5°O     | 41,00         | Ovidi, poeta de l'antiga Roma                                                                | [ 259 ]     |
| Pahinui          | 28° 10′ S, 213° 13′ O / 28.16°S,213.21°O | 54,00         | Gabby Pahinui, músic hawaià                                                                  | [ 260 ]     |
| Pasch            | 46° 06′ N, 225° 12′ O / 46.1°N,225.2°O   | 37,00         | Ulrika Pasch, pintora sueca                                                                  | [ 261 ]     |
| Petipa           | 11° 30′ N, 338° 54′ O / 11.5°N,338.9°O   | 12,00         | Marius Petipa, coreògraf i ballarí rus-francès                                               | [ 262 ]     |
| Petőfi           | 83° 36′ S, 240° 42′ O / 83.6°S,240.7°O   | 61,00         | Sándor Petőfi, poeta hongarès                                                                | [ 263 ]     |
| Petrarch         | 30° 36′ S, 26° 12′ O / 30.6°S,26.2°O     | 167,00        | Petrarca, poeta italià                                                                       | [ 264 ]     |
| Petronius        | 86° 06′ N, 40° 30′ O / 86.1°N,40.5°O     | 36,00         | Petroni, escriptor de l'antiga Roma                                                          | [ 265 ]     |
| Phidias          | 8° 42′ N, 149° 18′ O / 8.7°N,149.3°O     | 168,00        | Fídies, pintor i arquitecte de l'antiga Grècia                                               | [ 266 ]     |
| Philoxenus       | 8° 42′ S, 111° 30′ O / 8.7°S,111.5°O     | 87,00         | Filoxen de Citera, poeta de l'antiga Grècia                                                  | [ 267 ]     |
| Picasso          | 3° 18′ N, 309° 54′ O / 3.3°N,309.9°O     | 134,00        | Pablo Picasso, pintor espanyol                                                               | [ 268 ]     |
| Pigalle          | 38° 30′ S, 9° 30′ O / 38.5°S,9.5°O       | 153,00        | Jean-Baptiste Pigalle, escultor francès                                                      | [ 269 ]     |
| Plath            | 37° 48′ N, 38° 48′ O / 37.8°N,38.8°O     | 35,00         | Sylvia Plath, poetessa estatunidenca                                                         | [ 270 ]     |
| Po Chü-I         | 7° 12′ S, 165° 06′ O / 7.2°S,165.1°O     | 70,00         | Bai Juyi, poeta xinès                                                                        | [ 271 ]     |
| Po Ya            | 46° 12′ S, 20° 12′ O / 46.2°S,20.2°O     | 101,00        | Bo Ya, músic xinès                                                                           | [ 272 ]     |
| Poe              | 44° 00′ N, 201° 12′ O / 44.0°N,201.2°O   | 77,00         | Edgar Allan Poe, escriptor estatunidenc                                                      | [ 273 ]     |
| Polygnotus       | 0° 18′ S, 68° 28′ O / 0.3°S,68.46°O      | 124,00        | Polignot, pintor de l'antiga Grècia                                                          | [ 274 ]     |
| Popova           | 37° 42′ S, 66° 36′ O / 37.7°S,66.6°O     | 34,00         | Liubov Popova, pintora i dissenyadora russa                                                  | [ 275 ]     |
| Praxiteles       | 27° 18′ N, 59° 12′ O / 27.3°N,59.2°O     | 198,00        | Praxíteles, escultor de l'antiga Grècia                                                      | [ 276 ]     |
| Prokofiev        | 86° 00′ N, 296° 18′ O / 86.0°N,296.3°O   | 112,00        | Sergei Prokofiev, compositor rus                                                             | [ 277 ]     |
| Proust           | 19° 42′ N, 46° 42′ O / 19.7°N,46.7°O     | 145,00        | Marcel Proust, novel·lista francès                                                           | [ 278 ]     |
| Puccini          | 65° 18′ S, 46° 48′ O / 65.3°S,46.8°O     | 76,00         | Giacomo Puccini, compositor italià                                                           | [ 279 ]     |
| Purcell          | 81° 18′ N, 146° 48′ O / 81.3°N,146.8°O   | 87,67         | Henry Purcell, compositor anglès                                                             | [ 280 ]     |
| Pushkin          | 66° 18′ S, 22° 24′ O / 66.3°S,22.4°O     | 232,00        | Alexander Pushkin, poeta rus                                                                 | [ 281 ]     |
| Qi Baishi        | 4° 12′ S, 196° 00′ O / 4.2°S,196.0°O     | 15,00         | Qi Baishi, pintor xinès                                                                      | [ 282 ]     |
| Qiu Ying         | 82° 36′ N, 85° 36′ O / 82.6°N,85.6°O     | 20,00         | Qiu Ying, pintor xinès                                                                       | [ 283 ]     |
| Rabelais         | 61° 00′ S, 62° 24′ O / 61.0°S,62.4°O     | 154,00        | François Rabelais, escriptor francès                                                         | [ 284 ]     |
| Rachmaninoff     | 27° 36′ N, 302° 24′ O / 27.6°N,302.4°O   | 305,00        | Sergei Rachmaninoff, compositor rus                                                          | [ 285 ]     |
| Raden Saleh      | 2° 12′ N, 201° 18′ O / 2.2°N,201.3°O     | 23,00         | Raden Saleh, pintor javanès                                                                  | [ 286 ]     |
| Raditladi        | 27° 17′ N, 240° 56′ O / 27.28°N,240.93°O | 258,00        | Leetile Disang Raditladi, escriptor de Botswana                                              | [ 287 ]     |
| Rajnis           | 4° 30′ N, 95° 48′ O / 4.5°N,95.8°O       | 80,00         | Rainis, escriptor letó                                                                       | [ 288 ]     |
| Rameau           | 54° 54′ S, 37° 30′ O / 54.9°S,37.5°O     | 58,00         | Jean Philippe Rameau, compositor francès                                                     | [ 289 ]     |
| Raphael          | 19° 54′ S, 75° 54′ O / 19.9°S,75.9°O     | 342,00        | Raffaello Sanzio, pintor italià                                                              | [ 290 ]     |
| Ravel            | 12° 00′ S, 38° 00′ O / 12.0°S,38.0°O     | 78,00         | Maurice Ravel, compositor francès                                                            | [ 291 ]     |
| Remarque         | 84° 54′ S, 6° 30′ O / 84.9°S,6.5°O       | 25,90         | Erich Maria Remarque, escriptor alemany                                                      | [ 292 ]     |
| Rembrandt        | 33° 12′ S, 271° 48′ O / 33.2°S,271.8°O   | 716,00        | Rembrandt, pintor neerlandès                                                                 | [ 293 ]     |
| Renoir           | 18° 36′ S, 51° 30′ O / 18.6°S,51.5°O     | 220,00        | Pierre-Auguste Renoir, pintor francès                                                        | [ 294 ]     |
| Repin            | 19° 12′ S, 63° 00′ O / 19.2°S,63.0°O     | 95,00         | Ilià Repin, pintor rus                                                                       | [ 295 ]     |
| Riemenschneider  | 52° 48′ S, 99° 36′ O / 52.8°S,99.6°O     | 183,00        | Tilman Riemenschneider, escultor alemany                                                     | [ 296 ]     |
| Rikyū            | 79° 54′ S, 22° 42′ O / 79.9°S,22.7°O     | 22,40         | Sen no Rikyū, mestre del te japonès                                                          | [ 297 ]     |
| Rilke            | 45° 12′ S, 12° 18′ O / 45.2°S,12.3°O     | 82,00         | Rainer Maria Rilke, poeta alemany                                                            | [ 298 ]     |
| Rimbaud          | 60° 12′ S, 148° 00′ O / 60.2°S,148.0°O   | 78,00         | Arthur Rimbaud, poeta francès                                                                | [ 299 ]     |
| Rivera           | 69° 18′ N, 327° 48′ O / 69.3°N,327.8°O   | 40,00         | Diego Rivera, pintor mexicà                                                                  | [ 300 ]     |
| Rodin            | 21° 06′ N, 18° 12′ O / 21.1°N,18.2°O     | 230,00        | Auguste Rodin, escultor francès                                                              | [ 301 ]     |
| Roerich          | 84° 24′ S, 58° 54′ O / 84.4°S,58.9°O     | 111,67        | Nikolaj Konstantinovič Roerich, pintor rus                                                   | [ 302 ]     |
| Rubens           | 59° 48′ N, 74° 06′ O / 59.8°N,74.1°O     | 158,00        | Peter Paul Rubens, pintor francès                                                            | [ 303 ]     |
| Rublev           | 15° 06′ S, 156° 48′ O / 15.1°S,156.8°O   | 129,00        | Andrei Rublev, pintor rus                                                                    | [ 304 ]     |
| Rūdaki           | 4° 00′ S, 51° 06′ O / 4.0°S,51.1°O       | 124,00        | Rudaki, poeta persa                                                                          | [ 305 ]     |
| Rude             | 32° 48′ S, 79° 36′ O / 32.8°S,79.6°O     | 68,00         | François Rude, escultor francès                                                              | [ 306 ]     |
| Rūmī             | 24° 06′ S, 104° 42′ O / 24.1°S,104.7°O   | 75,00         | Mawlana Rumi, poeta persa                                                                    | [ 307 ]     |
| Rustaveli        | 52° 24′ N, 277° 12′ O / 52.4°N,277.2°O   | 200,00        | Shota Rustaveli, poeta georgià                                                               | [ 308 ]     |
| Ruysch           | 10° 42′ S, 265° 48′ O / 10.7°S,265.8°O   | 64,00         | Rachel Ruysch, pintora neerlandesa                                                           | [ 309 ]     |
| Sadī             | 78° 36′ S, 56° 00′ O / 78.6°S,56.0°O     | 66,54         | Saadi, poeta persa                                                                           | [ 310 ]     |
| Saikaku          | 72° 54′ N, 176° 18′ O / 72.9°N,176.3°O   | 64,00         | Ihara Saikaku, poeta japonès                                                                 | [ 311 ]     |
| Sanai            | 13° 30′ S, 6° 42′ O / 13.5°S,6.7°O       | 490,00        | Sanai, poeta persa                                                                           | [ 312 ]     |
| Sander           | 42° 35′ N, 205° 36′ O / 42.59°N,205.6°O  | 47,00         | August Sander, fotògraf alemany                                                              | [ 313 ]     |
| Saptoka          | 86° 06′ N, 132° 48′ O / 86.1°N,132.8°O   | 27,40         | Mahananda Sapkota, poeta nepalès                                                             | [ 314 ]     |
| Sarmiento        | 29° 48′ S, 187° 42′ O / 29.8°S,187.7°O   | 95,00         | Domingo Faustino Sarmiento, escriptor argentí                                                | [ 315 ]     |
| Savage           | 8° 36′ S, 266° 36′ O / 8.6°S,266.6°O     | 93,00         | Augusta Savage, escultora estatunidenca                                                      | [ 316 ]     |
| Sayat-Nova       | 28° 24′ S, 122° 06′ O / 28.4°S,122.1°O   | 146,00        | Sayat-Nova, poeta armeni                                                                     | [ 317 ]     |
| Scarlatti        | 40° 30′ N, 100° 00′ O / 40.5°N,100.0°O   | 132,00        | Domenico Scarlatti, Alessandro Scarlatti, compositors italians                               | [ 318 ]     |
| Schoenberg       | 16° 00′ S, 135° 42′ O / 16.0°S,135.7°O   | 28,00         | Arnold Schoenberg, compositor austríac                                                       | [ 319 ]     |
| Schubert         | 43° 24′ S, 54° 18′ O / 43.4°S,54.3°O     | 190,00        | Franz Schubert, compositor austríac                                                          | [ 320 ]     |
| Scopas           | 81° 06′ S, 172° 54′ O / 81.1°S,172.9°O   | 83,16         | Escopes, escultor i arquitecte de l'antiga Grècia                                            | [ 321 ]     |
| Sei              | 64° 18′ S, 89° 06′ O / 64.3°S,89.1°O     | 137,00        | Sei Shōnagon, escriptor japonès                                                              | [ 322 ]     |
| Seuss            | 7° 42′ N, 326° 42′ O / 7.7°N,326.7°O     | 64,00         | Theodor Seuss Geisel, escriptor i il·lustrador estatunidenc                                  | [ 323 ]     |
| Shakespeare      | 49° 42′ N, 150° 54′ O / 49.7°N,150.9°O   | 399,00        | William Shakespeare, escriptor anglès                                                        | [ 324 ]     |
| Shelley          | 47° 48′ S, 127° 48′ O / 47.8°S,127.8°O   | 171,00        | Percy Bysshe Shelley, poeta anglès                                                           | [ 325 ]     |
| Sher-Gil         | 45° 06′ S, 225° 30′ O / 45.1°S,225.5°O   | 77,00         | Amrita Sher-Gil, pintora índia                                                               | [ 326 ]     |
| Shevchenko       | 53° 48′ S, 46° 30′ O / 53.8°S,46.5°O     | 143,00        | Taràs Xevtxenko, poeta ucraïnès                                                              | [ 327 ]     |
| Sholem Aleichem  | 50° 24′ N, 87° 42′ O / 50.4°N,87.7°O     | 196,00        | Sholem Aleichem, escriptor rus                                                               | [ 328 ]     |
| Sibelius         | 49° 36′ S, 144° 42′ O / 49.6°S,144.7°O   | 94,00         | Jean Sibelius, compositor finès                                                              | [ 329 ]     |
| Simonides        | 29° 06′ S, 45° 00′ O / 29.1°S,45.0°O     | 87,00         | Simònides de Ceos, poeta de l'antiga Grècia                                                  | WGPSN</ref> |
| Sinan            | 15° 30′ N, 29° 48′ O / 15.5°N,29.8°O     | 134,00        | Mimar Sinan, arquitecte rus                                                                  | [ 330 ]     |
| Smetana          | 48° 30′ S, 70° 12′ O / 48.5°S,70.2°O     | 191,00        | Bedřich Smetana, compositor txec                                                             | [ 331 ]     |
| Snorri           | 9° 00′ S, 82° 54′ O / 9.0°S,82.9°O       | 21,00         | Snorri Sturluson, poeta islandès                                                             | [ 332 ]     |
| Sophocles        | 7° 00′ S, 145° 42′ O / 7.0°S,145.7°O     | 142,00        | Sòfocles, dramaturg de l'antiga Grècia                                                       | WGPSN</ref> |
| Sor Juana        | 49° 00′ N, 23° 54′ O / 49.0°N,23.9°O     | 102,00        | Juana Inés de la Cruz, escriptora mexicana                                                   | [ 333 ]     |
| Sōseki           | 38° 54′ N, 37° 42′ O / 38.9°N,37.7°O     | 92,00         | Natsume Sōseki, novel·lista japonès                                                          | [ 334 ]     |
| Sōtatsu          | 49° 06′ S, 18° 06′ O / 49.1°S,18.1°O     | 157,00        | Tawaraya Sōtatsu, artista japonès                                                            | [ 335 ]     |
| Sousa            | 46° 42′ N, 359° 24′ O / 46.7°N,359.4°O   | 138,00        | John Philip Sousa, director d'orquestra i compositor estatunidenc                            | [ 336 ]     |
| Spitteler        | 68° 36′ S, 61° 48′ O / 68.6°S,61.8°O     | 67,00         | Carl Spitteler, poeta suís                                                                   | [ 337 ]     |
| Steichen         | 13° 08′ S, 282° 44′ O / 13.14°S,282.73°O | 196,00        | Edward Steichen, fotògraf estatunidenc                                                       | [ 338 ]     |
| Stevenson        | 2° 02′ N, 143° 47′ O / 2.04°N,143.78°O   | 134,00        | Robert Louis Stevenson, escriptor escocès                                                    | [ 339 ]     |
| Stieglitz        | 72° 30′ N, 292° 24′ O / 72.5°N,292.4°O   | 100,00        | Alfred Stieglitz, fotògraf estatunidenc                                                      | [ 340 ]     |
| Stravinsky       | 50° 30′ N, 73° 30′ O / 50.5°N,73.5°O     | 129,00        | Igor Stravinsky, compositor rus                                                              | [ 341 ]     |
| Strindberg       | 53° 42′ N, 135° 18′ O / 53.7°N,135.3°O   | 189,00        | August Strindberg, escriptor suec                                                            | [ 342 ]     |
| Sullivan         | 16° 54′ S, 86° 18′ O / 16.9°S,86.3°O     | 153,23        | Louis Sullivan, arquitecte estatunidenc                                                      | [ 343 ]     |
| Sūr Dās          | 47° 06′ S, 93° 18′ O / 47.1°S,93.3°O     | 132,00        | Sūr Dās, poeta indi                                                                          | [ 344 ]     |
| Surikov          | 37° 06′ S, 124° 36′ O / 37.1°S,124.6°O   | 224,00        | Vassili Súrikov, pintor rus                                                                  | [ 345 ]     |
| Sveinsdóttir     | 2° 35′ S, 259° 58′ O / 2.58°S,259.96°O   | 212,79        | Júlíana Sveinsdóttir, pintora islandesa                                                      | [ 346 ]     |
| Takanobu         | 30° 48′ N, 108° 12′ O / 30.8°N,108.2°O   | 72,00         | Fujiwara Takanobu, poeta japonès                                                             | [ 347 ]     |
| Takayoshi        | 37° 30′ S, 163° 06′ O / 37.5°S,163.1°O   | 136,00        | Fujiwara Takayoshi, pintor japonès                                                           | [ 348 ]     |
| Tansen           | 3° 54′ N, 70° 54′ O / 3.9°N,70.9°O       | 27,00         | Tansen, compositor indi                                                                      | [ 349 ]     |
| Thākur           | 2° 30′ S, 64° 00′ O / 2.5°S,64.0°O       | 111,00        | Rabindranath Tagore, escriptor indi                                                          | [ 350 ]     |
| Theophanes       | 3° 00′ S, 63° 30′ O / 3.0°S,63.5°O       | 46,00         | Teòfanes el Grec, pintor romà d'Orient                                                       | [ 351 ]     |
| Thoreau          | 5° 54′ N, 132° 18′ O / 5.9°N,132.3°O     | 72,00         | Henry David Thoreau, poeta estatunidenc                                                      | [ 352 ]     |
| Tintoretto       | 48° 06′ S, 22° 54′ O / 48.1°S,22.9°O     | 94,00         | Tintoretto, pintor italià                                                                    | [ 353 ]     |
| Titian           | 3° 36′ S, 42° 06′ O / 3.6°S,42.1°O       | 109,00        | Ticià, pintor italià                                                                         | [ 354 ]     |
| To Ngoc Van      | 52° 18′ N, 110° 42′ O / 52.3°N,110.7°O   | 71,00         | Tô Ngọc Vân, pintor vietnamita                                                               | [ 355 ]     |
| Tolkien          | 88° 48′ N, 149° 18′ O / 88.8°N,149.3°O   | 50,00         | J. R. R. Tolkien, escriptor anglès                                                           | [ 356 ]     |
| Tolstoj          | 16° 18′ S, 163° 30′ O / 16.3°S,163.5°O   | 355,00        | Lev Tolstoi, escriptor rus                                                                   | [ 357 ]     |
| Travers          | 28° 00′ S, 329° 06′ O / 28°S,329.1°O     | 164,0         | Pamela Lyndon Travers (nascuda Helen Lyndon Goff), escriptora britànica d'origen australiana | WGPSN</ref> |
| Tryggvadottir    | 89° 36′ N, 171° 36′ O / 89.6°N,171.6°O   | 31,00         | Nína Tryggvadóttir, pintora islandesa                                                        | [ 358 ]     |
| Ts'ai Wen-chi    | 22° 48′ N, 22° 12′ O / 22.8°N,22.2°O     | 124,00        | Cai Wenji, poetessa i compositora xinesa                                                     | [ 359 ]     |
| Ts'ao Chan       | 13° 24′ S, 142° 00′ O / 13.4°S,142.0°O   | 110,00        | Cao Xueqin, novel·lista xinès                                                                | [ 360 ]     |
| Tsurayuki        | 63° 00′ S, 21° 18′ O / 63.0°S,21.3°O     | 83,00         | Ki no Tsurayuki, escriptor japonès                                                           | [ 361 ]     |
| Tung Yüan        | 73° 36′ N, 55° 00′ O / 73.6°N,55.0°O     | 60,46         | Dong Yuan, pintor xinès                                                                      | [ 362 ]     |
| Turgenev         | 65° 42′ N, 135° 00′ O / 65.7°N,135.0°O   | 136,00        | Ivan Turgenev, escriptor rus                                                                 | [ 363 ]     |
| Tyagaraja        | 3° 42′ N, 148° 24′ O / 3.7°N,148.4°O     | 97,00         | Tyāgarāja, compositor indi                                                                   | [ 364 ]     |
| Unkei            | 31° 54′ S, 62° 42′ O / 31.9°S,62.7°O     | 121,00        | Unkei, escultor japonès                                                                      | [ 365 ]     |
| Ustad Isa        | 32° 06′ S, 165° 18′ O / 32.1°S,165.3°O   | 138,00        | Ustad Isa, arquitecte persa                                                                  | [ 366 ]     |
| Vālmiki          | 23° 30′ S, 141° 00′ O / 23.5°S,141.0°O   | 210,00        | Vālmīki, poeta indi                                                                          | [ 367 ]     |
| Van Dijck        | 76° 42′ N, 163° 48′ O / 76.7°N,163.8°O   | 101,53        | Anthony van Dyck, pintor flamenc                                                             | [ 368 ]     |
| Van Eyck         | 43° 12′ N, 158° 48′ O / 43.2°N,158.8°O   | 271,00        | Jan van Eyck, pintor flamenc                                                                 | [ 369 ]     |
| Van Gogh         | 76° 30′ S, 134° 54′ O / 76.5°S,134.9°O   | 99,00         | Vincent van Gogh, pintor neerlandès                                                          | [ 370 ]     |
| Varma            | 80° 00′ N, 19° 00′ O / 80.0°N,19.0°O     | 30,00         | Raja Ravi Varma, pintor indi                                                                 | [ 371 ]     |
| Velázquez        | 37° 30′ N, 53° 42′ O / 37.5°N,53.7°O     | 128,00        | Diego Velázquez, pintor espanyol                                                             | [ 372 ]     |
| Verdi            | 64° 42′ N, 168° 36′ O / 64.7°N,168.6°O   | 145,00        | Giuseppe Verdi, compositor italià                                                            | [ 373 ]     |
| Vieira da Silva  | 1° 36′ N, 123° 18′ O / 1.6°N,123.3°O     | 274,00        | Maria Helena Vieira da Silva, pintora portuguesa-francesa                                    | [ 374 ]     |
| Villa-Lobos      | 5° 12′ N, 353° 06′ O / 5.2°N,353.1°O     | 67,00         | Heitor Villa-Lobos, compositor brasiler                                                      | [ 375 ]     |
| Vincente         | 56° 48′ S, 142° 24′ O / 56.8°S,142.4°O   | 108,00        | Gil Vincente, escriptor portuguès                                                            | [ 376 ]     |
| Vivaldi          | 13° 44′ N, 85° 00′ O / 13.73°N,85.0°O    | 213,00        | Antonio Vivaldi, compositor italià                                                           | [ 377 ]     |
| Vlaminck         | 28° 00′ N, 12° 42′ O / 28.0°N,12.7°O     | 82,00         | Maurice de Vlaminck, pintor francès                                                          | [ 378 ]     |
| Vyāsa            | 48° 18′ N, 81° 06′ O / 48.3°N,81.1°O     | 297,00        | Vyāsa, poeta indi                                                                            | [ 379 ]     |
| Wagner           | 67° 24′ S, 114° 00′ O / 67.4°S,114.0°O   | 134,00        | Richard Wagner, compositor alemany                                                           | [ 380 ]     |
| Wang Meng        | 8° 48′ N, 103° 48′ O / 8.8°N,103.8°O     | 165,00        | Wang Meng, pintor xinès                                                                      | [ 381 ]     |
| Warhol           | 2° 36′ S, 6° 06′ O / 2.6°S,6.1°O         | 91,00         | Andy Warhol, pintor estatunidenc                                                             | [ 382 ]     |
| Waters           | 9° 00′ S, 105° 24′ O / 9.0°S,105.4°O     | 15,00         | Muddy Waters, músic estatunidenc                                                             | [ 383 ]     |
| Wergeland        | 38° 00′ S, 56° 30′ O / 38.0°S,56.5°O     | 42,00         | Henrik Wergeland, escriptor noruec                                                           | [ 384 ]     |
| Whitman          | 41° 24′ N, 110° 24′ O / 41.4°N,110.4°O   | 64,00         | Walt Whitman, poeta estatunidenc                                                             | [ 385 ]     |
| Wren             | 24° 18′ N, 35° 12′ O / 24.3°N,35.2°O     | 204,00        | Christopher Wren, arquitecte anglès                                                          | [ 386 ]     |
| Xiao Zhao        | 10° 24′ N, 236° 13′ O / 10.4°N,236.21°O  | 23,00         | Xiao Zhao, pintor xinès                                                                      | [ 387 ]     |
| Yamada           | 82° 30′ N, 223° 48′ O / 82.5°N,223.8°O   | 17,10         | Kosaku Yamada, compositor i director d'orquestra japonès                                     | [ 388 ]     |
| Yeats            | 9° 12′ N, 34° 36′ O / 9.2°N,34.6°O       | 92,00         | William Butler Yeats, poeta irlandès                                                         | [ 389 ]     |
| Yoshikawa        | 81° 12′ N, 254° 00′ O / 81.2°N,254.0°O   | 30,00         | Eiji Yoshikawa, novel·lista japonès                                                          | [ 390 ]     |
| Yun Sǒn-Do       | 72° 42′ S, 109° 24′ O / 72.7°S,109.4°O   | 76,00         | Yun Seondo, poeta coreà                                                                      | [ 391 ]     |
| Zeami            | 3° 06′ S, 147° 12′ O / 3.1°S,147.2°O     | 129,00        | Zeami Motokiyo, dramaturg japonès                                                            | [ 392 ]     |
| Zola             | 50° 06′ N, 177° 18′ O / 50.1°N,177.3°O   | 70,00         | Émile Zola, novel·lista francès                                                              | [ 393 ]     |